# جزیره ترتی
جزیره ترتی (انگلیسی: Trety Island) یک جزیره در سرزمین کامچاتکای کشور روسیه است.